# قلعه جغدها
قلعه جغدها (به ژاپنی: 忍者秘帖・梟の城 Ninja Hichō Fukuro no Shiro) فیلمی به کارگردانی ای‌ایچی کودا است که در سال ۱۹۶۳ اکران شد.